# باک نین
باک نین (به لاتین: Bắc Ninh) یک شهر در ویتنام است که در استان باک نین واقع شده‌است.

## نگارخانه

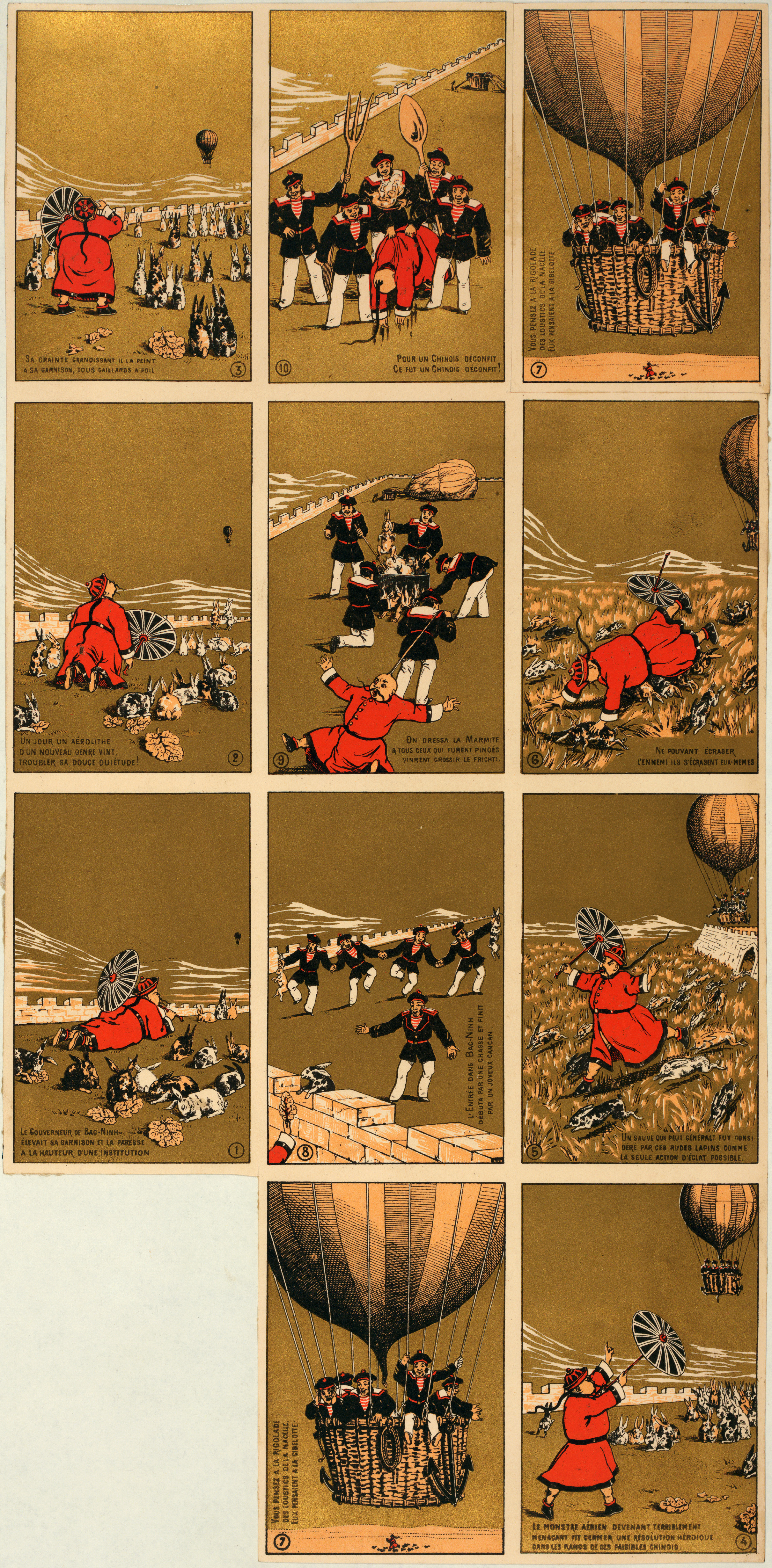
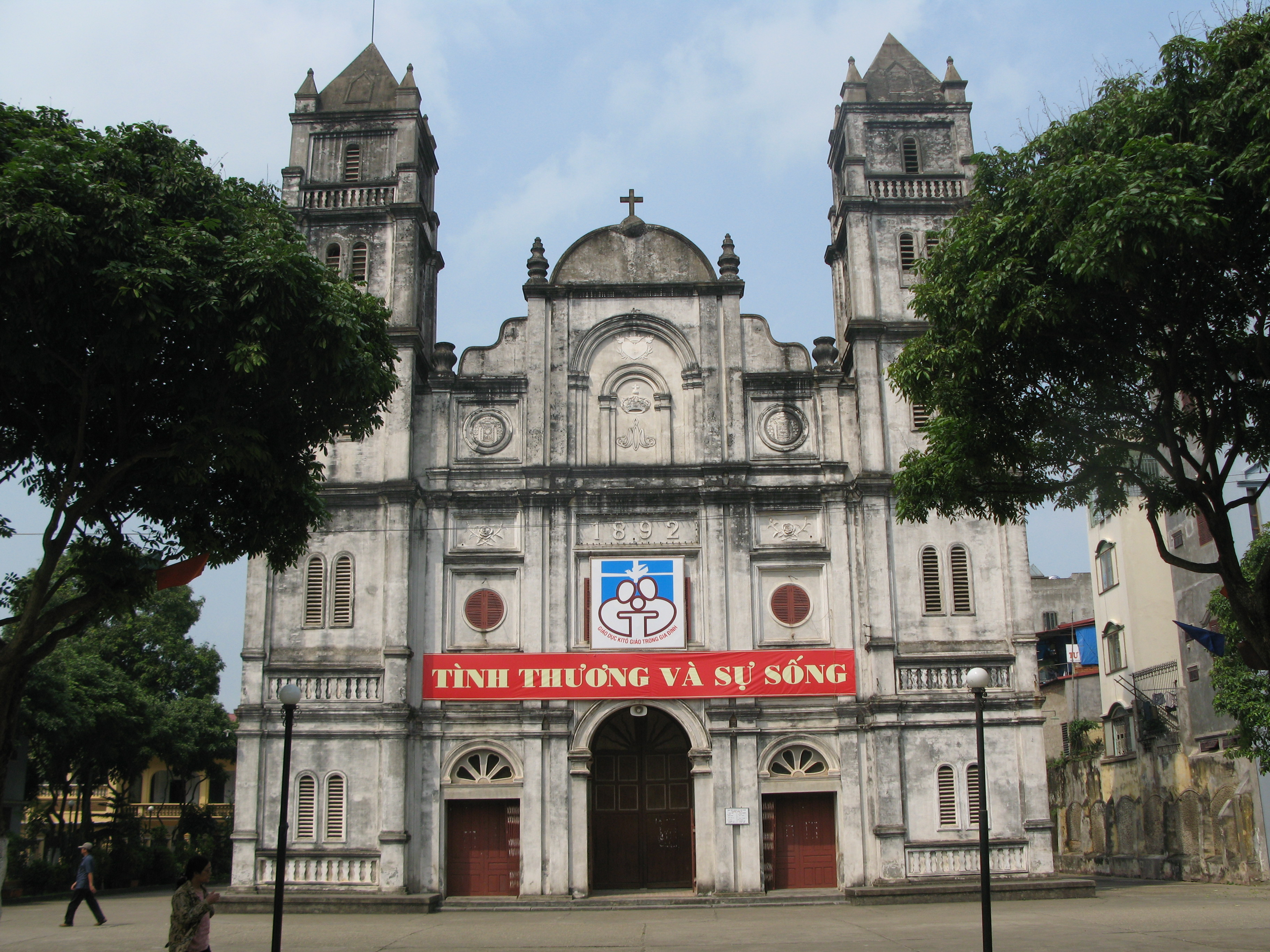

## خصوصیات
باک نین ۱۵۰٬۳۳۱ نفر جمعیت دارد.